# Discocalyx sarcophylla
Discocalyx sarcophylla är en viveväxtart som beskrevs av Herman Otto Sleumer. Discocalyx sarcophylla ingår i släktet Discocalyx och familjen viveväxter. Inga underarter finns listade i Catalogue of Life.